# 10832 Хадзамасіґетомі
10832 Хадзамасіґетомі (10832 Hazamashigetomi) — астероїд головного поясу, відкритий 15 листопада 1993 року.
Тіссеранів параметр щодо Юпітера — 3,564.